# Kellie Pickler
Kellie Dawn Pickler (* 1986. június 28.) énekesnő és dalszövegíró az Amerikai Egyesült Államokból. Karrierje az American Idolban kezdődött, ahol hatodik helyezést ért el, és később a Small Town Girl című bemutatkozó albuma aranylemez lett. Főként a countryzene és a pop műfaj sajátosságait ötvöző dalokat énekel.

## Életrajza
Albermarleben született, az USA Észak-Karolina államában. Az életét főként nagyszülei befolyásolták. Egy, a szülővárosától nem messze fekvő kisvárosban nőtt fel, nagyszülei által felnevelve, ahol együtt élt fiatalabb testvérével. 2004-ben végezte el középiskolai tanulmányait. Az iskolájában pompomlány és táncos volt, és a ballagási ceremónián ő is énekelt. Egy ideig pincérnőként dolgozott, később tehetségkutató műsorokban és szépségversenyekre jelentkezett, többnyire a középmezőnyben végezve. 19 évesen az Amerikai Egyesült Államok egyik legnépszerűbb televíziós műsorára, az American Idolba jelentkezett, 2005 őszén, és bekerült a legjobb 12 közé. A show közben Simon Cowell, az egyik zsűritag kegyeltjei között volt. Az US Weekly magazin Jessica Simpsonhoz hasonlította. Végül a hatodik helyen végzett.
A tehetségkutató után több show műsorban is feltűnt. Szülővárosába 2006-ban tért vissza, ahol átvehette a polgármestertől a település kulcsát, és részt vett egy parádén. Ugyanebben az évben szeptember 13-án jelent meg első saját zeneszáma Red high Heels címmel. A Great American Country toplistáján az első helyet szerezte meg. Október 13-án jelent meg első önálló albuma, a Small Town Girl, amiből az első héten több mint 79 000 darab fogyott el. Ezzel a teljesítménnyel ő lett az a countryzenész, akinek a legjobban fogytak a művei. 2007 januárjában jelent meg második saját szerzésű dala, az I Wonder, amiben az édesanyjához való kapcsolatáról énekel. Az Academy of Country Music 42. díjátadóján elnyerte a Legjobb Újonc Női Vokalista címet. Részt vett Brad Paisley koncertturnéján. Nashville-ben egy zeneszerzői díjat kapott.
Feltűnt az Okosabb vagy, mint egy 5-es? kvízműsor amerikai változatában, ahol többek között nem tudta, hogy a gyalogkakukk egy madár-e, azt állította, hogy a piccolo ütőshangszer, az angolt az idegen nyelvekhez sorolta, és "most már elég okosnak érezte magát", miután megállapította, hogy a görögdinnye szó (angolul watermelon) kettő "e" betűt tartalmaz. Amikor azt a kérdést kapta, hogy melyik európai ország fővárosa Budapest, először kijelentette , hogy szerinte Európa egy ország, viszont Franciaország nem, és amikor meghallotta a helyes választ, miszerint Magyarország (angolul Hungary), nem hitte el, sőt nem értette, hogy lehet az éhes (angolul hungry) szó egy ország neve. A műsor videóként hamar elterjedt a YouTube internetes videómegosztó segítségével.

## Magánélete
Édesapja drog és alkoholfüggő, közel 4 évet töltött egy Florida állam beli börtönben. Példaképének Dolly Partont tekinti, akivel 2007 januárjában találkozott, és aki véleménye szerint nagy mértékben befolyásolta az életét. A Nashville Predators jégkorongcsapat játékosával, Jordin Tootoo-val folytatott szerelmi kapcsolatot.

## Karitatív tevékenysége
Aktívan támogat egy gyermekkórházat, és rendszeresen vesz részt jótékonysági műsorokon. Segített a Kathrina hurrikán áldozatainak, az Okosabb vagy, mint egy 5.-es? című vetélkedőn nyert összeget, 50 000 dollárt is karitatív célokra ajánlotta fel. Szerepet vállalt egy árva gyerekeket támogató árverésen, és egy általános iskola támogatásában.

## Fordítás
- Ez a szócikk részben vagy egészben  a   Kellie Pickler című angol Wikipédia-szócikk fordításán alapul.  Az eredeti cikk szerkesztőit annak laptörténete sorolja fel. Ez a jelzés csupán a megfogalmazás eredetét és a szerzői jogokat jelzi, nem szolgál a cikkben szereplő információk forrásmegjelöléseként.